# Andorre aux Jeux olympiques d'hiver de 2022
Andorre participe aux Jeux olympiques d'hiver de 2022 à Pékin en Chine du 9 au 20 février 2022. Il s'agit de sa treizième participation à des Jeux d'hiver.
La snowboardeuse Maeva Estévez sera la porte-drapeau sportive lors de la cérémonie d'ouverture des jeux, puisque les skieurs alpins ne seront pas encore arrivés en Chine et que les coureurs de fond débutent les compétitions le lendemain.

## Athlètes engagés
Cinq athlètes constituent la délégation avec Joan Verdú Sánchez et Cande Moreno en ski alpin, Irineu Esteve et Carola Vila en ski de fond, et Maeva Estévez en snowbaord.
| Sport       | Hommes | Femmes | Total |
| ----------- | ------ | ------ | ----- |
| Ski alpin   | 1      | 1      | 2     |
| Ski de fond | 1      | 1      | 2     |
| Snowboard   | 0      | 1      | 1     |
| Total       | 2      | 3      | 5     |

## Résultats

### Ski alpin
Joan Verdú et Candela Moreno sont qualifiés pour les jeux
| Athlète            | Épreuve      | 1re manche   | 1re manche  | 2e manche    | 2e manche   | Total         | Total |
| Athlète            | Épreuve      | Temps        | Rang        | Temps        | Rang        | Temps         | Rang  |
| ------------------ | ------------ | ------------ | ----------- | ------------ | ----------- | ------------- | ----- |
| Joan Verdú Sánchez | Slalom géant | 1 min 4 s 48 | 13e         | 1 min 6 s 80 | 3e          | 2 min 11 s 28 | 9e    |
| Joan Verdú Sánchez | Super G      | Non disputé  | Non disputé | Non disputé  | Non disputé | 1 min 22 s 92 | 22e   |

| Athlète      | Épreuve  | 1re manche    | 1re manche  | 2e manche    | 2e manche   | Finale        | Finale  |
| Athlète      | Épreuve  | Temps         | Rang        | Temps        | Rang        | Temps         | Rang    |
| ------------ | -------- | ------------- | ----------- | ------------ | ----------- | ------------- | ------- |
| Cande Moreno | Super G  | Non disputé   | Non disputé | Non disputé  | Non disputé | 1 min 16 s 72 | 30e     |
| Cande Moreno | Descente | Non disputé   | Non disputé | Non disputé  | Non disputé | Abandon       | Abandon |
| Cande Moreno | Combiné  | 1 min 34 s 05 | 16e         | 1 min 0 s 29 | 14e         | 2 min 34 s 34 | 12e     |

### Ski de fond
Irineu Esteve Altimiras et Carola Vila Obiols sont qualifiés pour les jeux
| Athlète                 | Épreuve                   | Classique     | Classique   | Libre         | Libre       | Total            | Total |
| Athlète                 | Épreuve                   | Temps         | Rang        | Temps         | Rang        | Temps            | Rang  |
| ----------------------- | ------------------------- | ------------- | ----------- | ------------- | ----------- | ---------------- | ----- |
| Irineu Esteve Altimiras | Skiathlon (15 km + 15 km) | 41 min 37 s 9 | 27e         | 38 min 54 s 1 | 16e         | 1 h 21 min 8 s 2 | 20e   |
| Irineu Esteve Altimiras | 15 km classique           | Non disputé   | Non disputé | Non disputé   | Non disputé | 40 min 39 s 4    | 24e   |
| Irineu Esteve Altimiras | 50 km libre 30 km libre   | Non disputé   | Non disputé | Non disputé   | Non disputé | 1 h 15 min 9 s 8 | 25e   |

| Athlète     | Épreuve                     | Classique    | Classique   | Libre         | Libre       | Total             | Total |
| Athlète     | Épreuve                     | Temps        | Rang        | Temps         | Rang        | Temps             | Rang  |
| ----------- | --------------------------- | ------------ | ----------- | ------------- | ----------- | ----------------- | ----- |
| Carola Vila | Skiathlon (7,5 km + 7,5 km) | 25 min 9 s 6 | 43e         | 24 min 32 s 5 | 50e         | 50 min 28 s 8     | 47e   |
| Carola Vila | 10 km classique             | Non disputé  | Non disputé | Non disputé   | Non disputé | 31 min 45 s       | 47e   |
| Carola Vila | 30 km libre                 | Non disputé  | Non disputé | Non disputé   | Non disputé | 1 h 39 min 18 s 1 | 48e   |

### Snowboard
Maeva Estévez est qualifiée pour les jeux
| Athlète       | Épreuve | Qualification | Qualification | Huitième de finale | Quart de finale | Demi-finale | Finale A Finale B | Classement final |
| Athlète       | Épreuve | Temps         | Rang          | Rang               | Rang            | Rang        | Rang              | Classement final |
| ------------- | ------- | ------------- | ------------- | ------------------ | --------------- | ----------- | ----------------- | ---------------- |
| Maeva Estevez | Femmes  | Abandon       | 31e           | Éliminée           | Éliminée        | Éliminée    | Éliminée          | 31e              |